# Patxi Eugi Cabodevilla
Patxi Eugi Cabodevilla (Agoitz (Navarra) 1971) és un jugador professional de pilota basca en la posició de davanter, en nòmina de l'empresa Aspe.
Va debutar l'any 1991 al Frontó Labrit de Pamplona, quan l'any passat havia guanyat com a aficionat la medalla d'or al Campionat del Món de Pilota Basca jugat a Cuba, i es va retirar el 2008, després d'una reeixida carrera i 6 operacions en la mà dreta.

## Palmarès
- Campió del Manomanista, 1996, 1999, 2000.
- Subcampió del Manomanista, 1998 i 2001.
- Subcampió per parelles, 1997.
- Campió del Quatre i mig, 1992, 1994 i 2000.
- Subcampió del Quatre i Mig, 1991, 1993, 1998, 1999 i 2001.